# Diana de Poitiers
Diana de Poitiers, Księżna de Valentinois (ur. 3 września 1499, zm. 25 lub 26 kwietnia 1566) – najbardziej wpływowa faworyta króla Francji Henryka II Walezjusza (1519-1559).
Była córką Jana de Poitiers i Joanny de Batarnay. Urodziła się w zamku w Saint-Vallier (w dzisiejszym departamencie Rhône-Alpes). Jako mała dziewczynka przez pewien czas przebywała blisko Anny de Beaujeu, córki Ludwika XI, regentki w okresie małoletności jej młodszego brata, Karola VIII.
W wieku 15 lat Diana poślubiła starszego od niej o 39 lat Ludwika de Brézé, który był wnukiem Karola VII i służył na dworze Franciszka I. Urodziła mu dwie córki:
- Françoise de Brézé (1518–1574),
- Louise de Brézé (1521–1577).

Słynęła z nieprzeciętnej urody, często pozowała rzeźbiarzom i malarzom, np. François Clouetowi. Artyści najchętniej portretowali ją jako boginię łowów Artemidę – Dianę.
Była damą dworu Klaudii de Valois, a następnie Ludwiki Sabaudzkiej i Eleonory Austriackiej. Była przeciwna reformacji i hugenotom.
Została kochanką delfina, a następnie króla Francji Henryka II ok. 1538. Przyszły monarcha, choć był od Diany o 20 lat młodszy, szczerze ją kochał. Po objęciu tronu w 1547 podarował jej zamek Chenonceau, uhonorował ją także tytułem księżnej de Valentinois i klejnotami korony. Romans Diany i Henryka trwał aż do śmierci króla w 1559. Wtedy to jego małżonka, królowa Katarzyna Medycejska – w ramach odwetu na kochance męża – odebrała Dianie ukochane Chenonceau oraz odsunęła od wpływów i dworu. Upokorzona Diana osiadła w zamku Anet, gdzie spędziła sześć ostatnich lat swego życia. Według świadka z epoki, Brantome’a, codziennie rano wypijała kilka filiżanek płynu ze sproszkowanym złotem, co według ówczesnych alchemików miało zapewnić zachowanie zdrowia i urody, jednak stało się najprawdopodobniej przyczyną jej śmierci. W 2009 r. lekarze ze szpitala Raymond-Poincaré w Garches stwierdzili, że zawartość złota w zachowanych włosach Diany de Poitiers jest 500 razy wyższa niż przeciętnie